# Greenwich Village

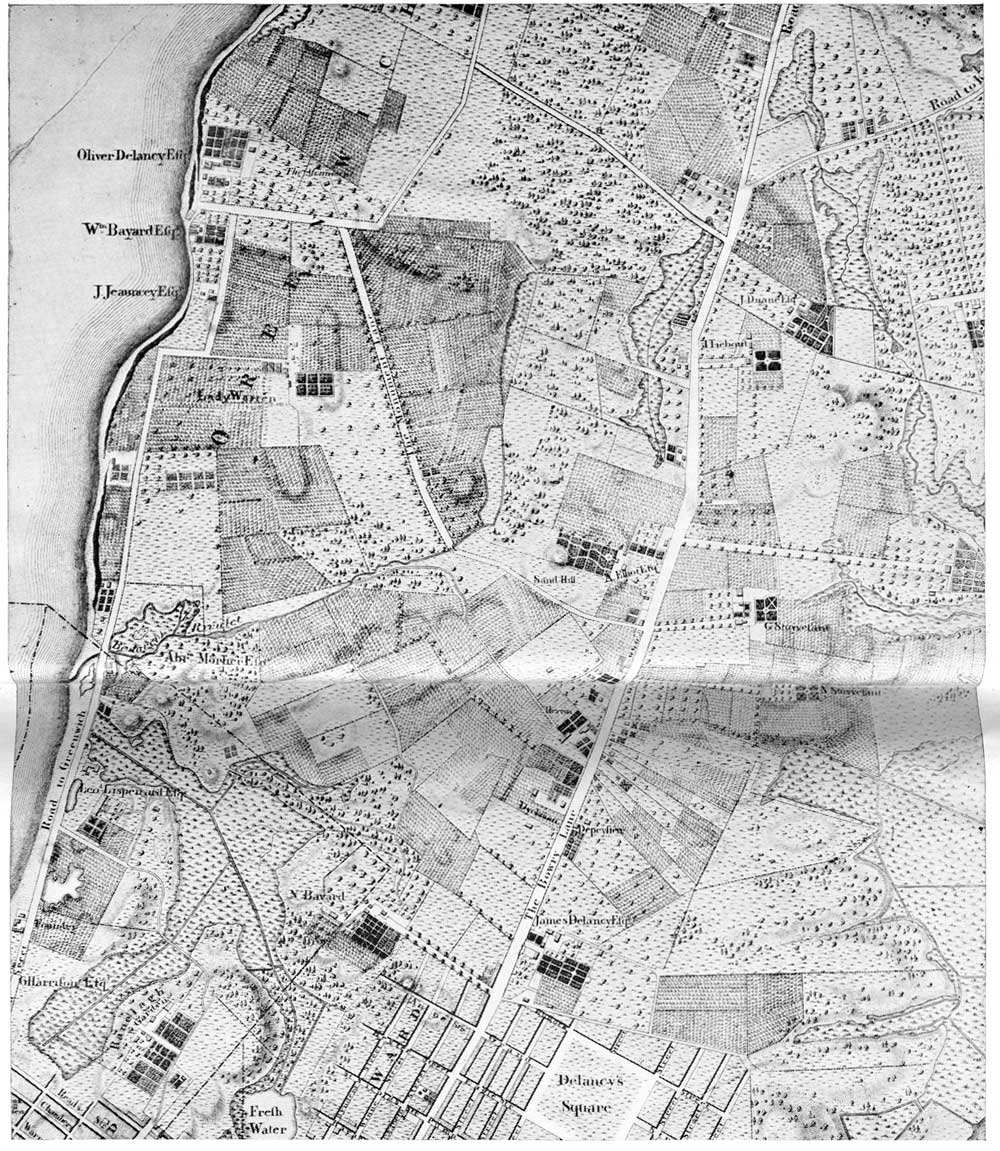
Greenwich Village egy 1760-as térképen

A Greenwich Village (más néven West Village vagy egyszerűen csak Village) New York (USA) Manhattan városrészének déli részén található, nagyrészt lakónegyed jellegű városnegyed.

## Elhelyezkedése
Keletről nagyrészt a Broadway határolja, nyugatról a Hudson folyó, délről a Houston Street, északról a 14th Street. A Greenwichet határoló városrészek: az East Village keletről, a SoHo délről, Chelsea pedig északról. Az East Village-et (korábbi nevén: Bowery vagy északi Lower East Side) néha Greenwich Village részének tartják, de valójában külön városrész.

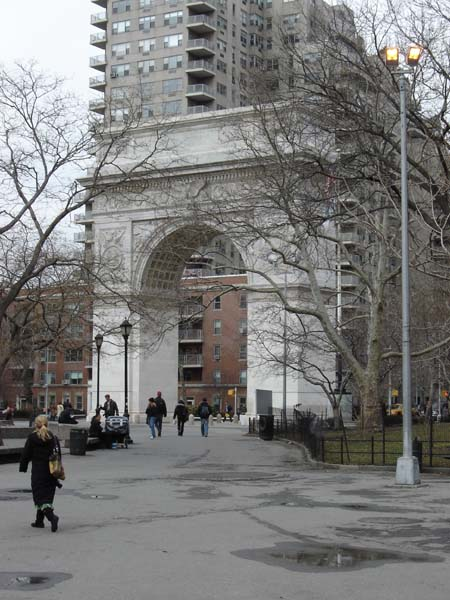
A Washington-diadalív

A 19. században a városnegyed Washington Square néven volt ismert.

## Alaprajza
Mivel Greenwich Village egykor egy New Yorktól különálló vidéki kistelepülés volt, utcái elhelyezkedése nem hasonlít a Manhattan többi részére jellemző sakktáblaszerű elrendezésre, melyet az 1811-es városrendezési terv hagyott jóvá. Greenwich Village megtarthatta utcaszerkezetét, ebből következően ma élesen elüt a többi városrész rendezett alaprajzától. Több utcája keskeny, és némelyik igen érdekes szögben kanyarodik. Manhattan többi részétől eltérően az utcákat nem számozzák, hanem nevet adnak nekik. Bár van pár számozott utca is, a városrész határain belül ezek sem szabályos alaprajzot követnek, a Nyugati 4. utca például, ami a Village-en kívül kelet-nyugati irányú, a városrészen belül észak felé fordul, keresztezve a Nyugati 12. utcát.

## Története
Greenwich Village helyén egykor mocsár volt. A 16. században az indiánok Sapokanikan („dohányföld”) néven emlegették. A területet holland telepesek alakították át legelővé az 1630-as években. Ők a Noortwyck nevet adták településüknek. Az angolok 1664-ben foglalták el Új-Amszterdamot (a mai New York), Greenwich Village pedig a nagyobb és gyorsan fejlődő Manhattantől külön fejlődő kis település maradt. 1712-ben lett hivatalosan is falu, Grin'wich néven 1713-ban említik először. 1822-ben a New York-i sárgaláz-járvány  idején rengeteg városlakó menekült a tiszta levegőjű kistelepülésre, és sokan közülük később is maradtak.
A Village-ből indult ki a "meleg felszabadítási mozgalom" (gay liberation movement), itt található a Stonewall Inn, amelynek vendégei 1969-ben fellázadtak a sorozatos rendőri zaklatások ellen. Erre az eseményre emlékeznek az azóta már világszerte megtartott meleg büszkeség napi felvonulásokon. A Village "meleg főutcája" a Christopher Street, itt található maga a Stonewall Inn is, akárcsak a világ legrégebbi, 1967-ben alapított meleg és leszbikus irodalmat árusító könyvesboltja, az Oscar Wilde Memorial Bookshop.

## Külső hivatkozások
- Egy városnegyed csak melegeknek - 548oranewyorkban.blog.hu (magyarul)
- Greenwich Village-ről az Irány New York oldalon (magyarul)
- Fotók a negyed épületeiről (angolul)
- A Village Voice honlapja (angolul)